# Michele Benente
Michele Benente (Chieri, 9 dicembre 1912 – 25 maggio 1982) è stato un ciclista su strada italiano.
Professionista e indipendente dal 1935 al 1946, partecipò a cinque edizioni del Giro d'Italia.

## Carriera
Corse per le squadre di marca Gloria, Ganna, Olympia e Gerbi. Ottenne alcuni piazzamenti di rilievo, come i secondi posti al Giro delle Quattro Provincie del Lazio 1935 (dietro Giuseppe Martano), alla Tre Valli Varesine 1936 (dietro Cesare Del Cancia) e alla Milano-Torino 1939 (dietro Pierino Favalli). Nelle corse a tappe fu quinto al Giro d'Italia 1938 e sesto al Giro di Svizzera 1939.

## Piazzamenti

### Grandi Giri
- Giro d'Italia

1935: 20º
1937: 24º
1938: 5º
1939: 14º
1940: 12º

### Classiche
- Milano-Sanremo

1935: 38º
1936: 38º
1937: 18º
1940: 12º
- Giro di Lombardia

1935: 11º
1938: 12º
1940: 16º